# 中山公園陸上競技場
中山公園陸上競技場（なかやまこうえんりくじょうきょうぎじょう）は、岐阜県高山市の中山公園内にある屋外陸上競技場である。
日本陸上競技連盟公認の第3種陸上競技場で、フィールド内ではサッカーなどの試合も出来る。メインスタンドはベンチが設置してあるが、バックスタンドは芝生となっている。多目的トイレが競技場の西・東側に1箇所ずつある。

## 施設概要
- トラック：400m×8レーン
- フィールド：天然芝(72×106m)
- 照明設備：なし。
- 電子計時装置完備。